# Broût-Vernet
Broût-Vernet é uma comuna francesa na região administrativa de Auvérnia-Ródano-Alpes, no departamento Allier. Estende-se por uma área de 31,36 km². Em 2010 a comuna tinha 1 255 habitantes (densidade: 40 hab./km²).